# Joanna Grudzińska
Joanna Grudzińska, principessa di Lowicz (Poznań, 17 maggio 1795 – Carskoe Selo, 17 novembre 1831), è stata una nobildonna polacca che divenne la seconda moglie del granduca Constantino Pavlovich di Russia, viceré del Regno del Congresso di Polonia.
Questo matrimonio costò a Costantino la corona di Russia.

## Biografia
Joanna era la maggiore delle tre figlie del conte Antoni Grudziński, l'ultimo proprietario terriero della città di Chodzież, ed era nota per la sua bellezza e la sua eleganza. Dal 1816 ebbe una relazione con il Granduca Constantino di Russia, che la sposò in seconde nozze il 27 maggio 1820. Costantino in precedenza era stato sposato con Giuliana di Sassonia-Coburgo-Saalfeld, tornata a Coburgo già nel 1801. Al fine di poter sposare Joanna, Costantino fu costretto a chiedere il permesso a suo fratello, lo zar Alessandro I, e a rinunciare ai suoi diritti sul trono di Russia in favore del loro fratello, il granduca Nicola. Il segreto di questa rinuncia, noto solo a una cerchia molto vicina a San Pietroburgo, ha contribuito alla rivolta dei Decabristi del 1825 che seguì alla morte di Alessandro.
Dopo il matrimonio Alessandro I nominò Joanna Sua Altezza Serenissima, la Principessa di Łowicz. Nel 1828 venne costruita in suo onore una fregata della Marina imperiale russa, che fu utilizzata durante le Guerre d'indipendenza greca e russo-turca (1828–1829).
Joanna rimase sempre fedele al marito anche dopo la Rivolta di novembre in cui combatté contro i suoi sudditi polacchi, anche se sua sorella Maria era sposata con uno dei più importanti comandanti polacchi durante la rivolta; un'altra sorella, Olga, sposò un ufficiale di palazzo di San Pietroburgo.
Nel giugno del 1831, Costantino morì di colera a Vitebsk, poco prima della loro evacuazione prevista per San Pietroburgo. Joanna portò il corpo del marito a San Pietroburgo e morì lo stesso anno. Fu sepolta a Carskoe Selo. Nel 1929 i suoi resti furono riesumati e traslati nella tomba di sua sorella nei pressi di Leszno.